# Lettre Einstein-Szilárd

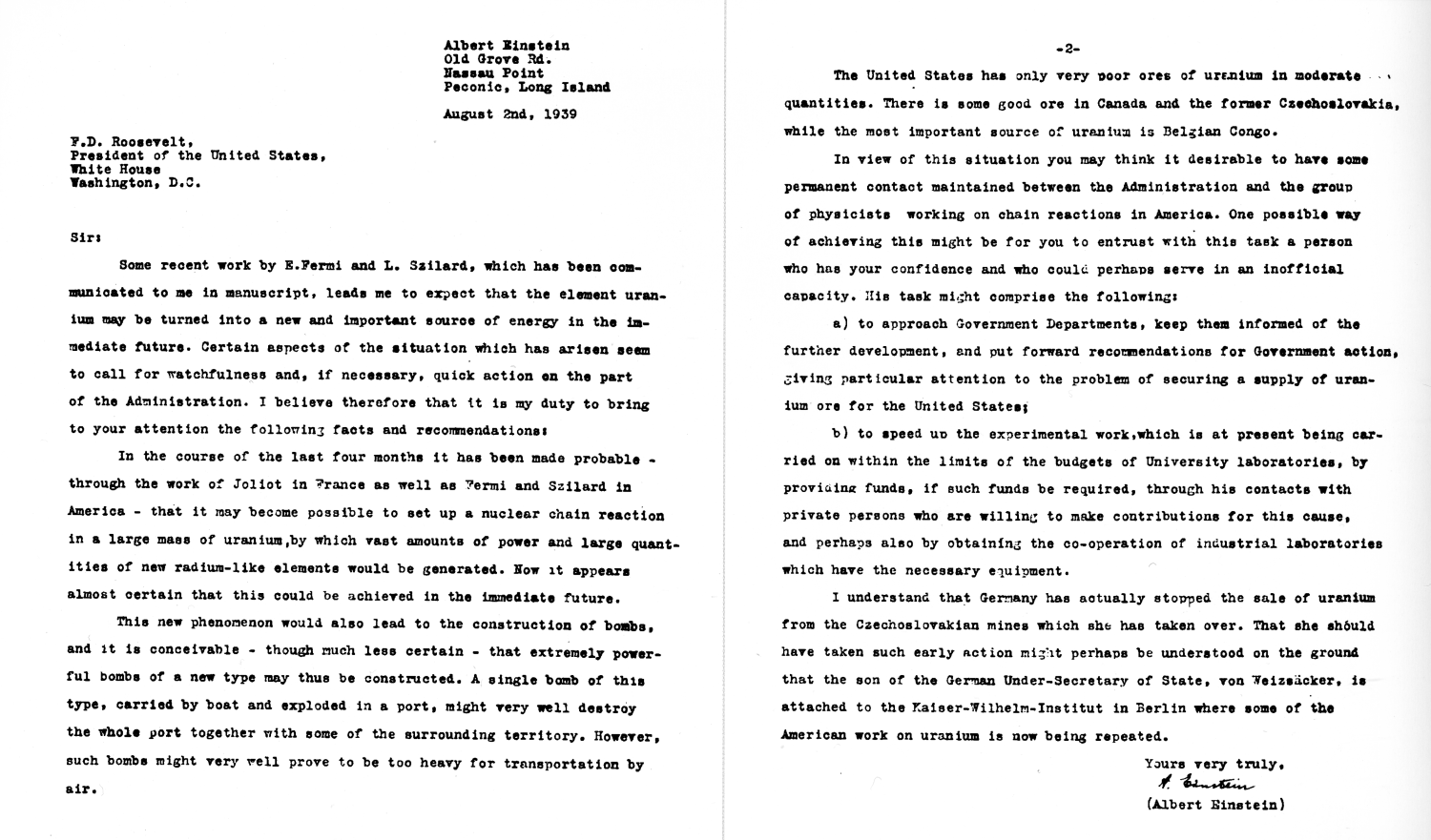
Fac-similé de la lettre Einstein-Szilárd.

La lettre Einstein-Szilárd est une lettre écrite par le physicien nucléaire Leó Szilárd et signée par Albert Einstein en août 1939 à destination du président des États-Unis, Franklin Delano Roosevelt, considérée comme l'un des principaux éléments déclencheurs du projet Manhattan qui permit aux États-Unis d'acquérir l'arme nucléaire en 1945.

## Histoire

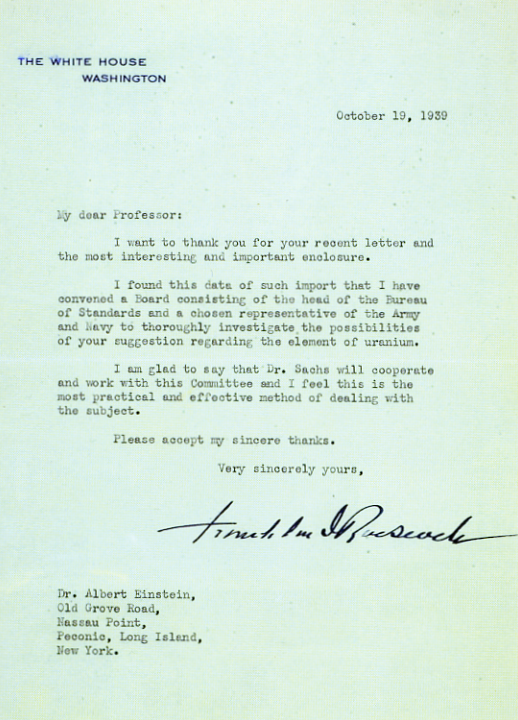
Fac-similé de la réponse de Franklin D. Roosevelt.

Les physiciens nucléaires Leó Szilárd, Edward Teller et Eugene Wigner (tous les trois des réfugiés juifs hongrois) sont convaincus que l'énergie libérée par la fission nucléaire pouvait être utilisée dans des bombes par l'Allemagne nazie.
Ils persuadent Albert Einstein, le plus célèbre physicien de l'époque, d'avertir de ce danger le président des États-Unis, Franklin Roosevelt, dans une lettre datée du 2 août 1939 dont Szilárd fit le brouillon.
La lettre n'est remise par l'économiste Alexander Sachs au président que le 10 octobre, en raison de l'invasion de la Pologne par les armées allemandes.
Après avoir pris connaissance du contenu de la lettre, Franklin Roosevelt autorise la création du Advisory Committee on Uranium, dont les membres se réunissent pour la première fois le 21 octobre. À sa tête se trouve Lyman Briggs, alors directeur du National Bureau of Standards. Un budget de 6 000 $ est alors alloué à Enrico Fermi de l'Université de Chicago pour ses expériences sur les neutrons.
Peu avant sa mort, Einstein confesse à Linus Pauling avoir regretté plus tard d'avoir signé la lettre. Il déclare en 1947 à Newsweek que s'il avait su que l'Allemagne échouerait à se doter de l'arme atomique, il n'aurait pas signé la lettre,,

## Traduction
Voici une traduction de la lettre :
« Monsieur,

Certains travaux récents d'E. Fermi et L. Szilárd, dont les manuscrits m'ont été communiqués, me conduisent à prévoir que l'élément uranium peut devenir une source nouvelle et importante d'énergie dans un futur immédiat. Certains aspects de la situation qui est apparue me semblent demander une attention, et si nécessaire, une action rapide de la part de l'Administration. Je pense donc qu'il est de mon devoir d'attirer votre attention sur les faits et recommandations suivants :
Ces quatre derniers mois, il est devenu possible grâce aux travaux de Joliot en France ainsi que ceux de Fermi et Szilárd en Amérique, de déclencher une réaction en chaîne nucléaire avec de grandes quantités d'uranium. Grâce à elle, une grande quantité d'énergie et de grandes quantités de nouveaux éléments similaires au radium pourraient être produits. Maintenant, il semble presque certain que ceci pourrait être atteint dans un très proche avenir.
Ce nouveau phénomène pourrait conduire à la construction de bombes et il est concevable, quoique bien moins certain, que des bombes d'un nouveau type et extrêmement puissantes pourraient être assemblées. Une seule bombe de ce type, transportée par bateau et explosant dans un port, pourrait très bien détruire l'ensemble du port ainsi qu'une partie de la zone aux alentours. Toutefois, de telles bombes pourraient très bien s'avérer trop lourdes pour un transport aérien.
Les États-Unis n'ont que du minerai pauvre en uranium et en quantité modérée. Il y a de bons filons au Canada et dans l'ancienne Tchécoslovaquie mais les sources les plus importantes se trouvent au Congo belge.
Eu égard à ces éléments, vous pouvez penser qu'il serait désirable d'avoir un contact permanent entre l'Administration et l'équipe de physiciens qui travaillent sur les réactions en chaîne en Amérique. Une manière possible de réaliser cela serait de donner mission à une personne qui a votre confiance, et qui pourrait peut-être jouer ce rôle à titre officieux. Sa tâche pourrait consister à :
a) se mettre en rapport avec les départements gouvernementaux, pour les informer des développements à venir, et faire des recommandations pour l'action du Gouvernement, en portant une attention particulière au problème de la préservation de l'approvisionnement en minerai d'uranium pour les États-Unis ;
b) accélérer le travail expérimental, qui n'est à présent accompli que dans les limites des budgets des laboratoires universitaires, en fournissant des fonds, si nécessaire, par des contacts avec des mécènes privés ralliés à cette cause, et peut-être aussi en obtenant la coopération de laboratoires industriels possédant les équipements requis.
Il paraît que l'Allemagne a actuellement mis fin à la vente d'uranium des mines tchèques qu'elle a annexées. Une telle action précoce de sa part peut sans doute être mieux comprise quand on sait que le fils du sous-secrétaire d'État allemand, von Weizsäcker, est attaché à l'Institut du Kaiser Wilhelm à Berlin où une partie du travail américain sur l'uranium est en train d'être reproduite.
Très sincèrement vôtre

Signé : Albert Einstein. »

### Source
- Facsimile de l'original reproduit du site de Franklin D. Roosevelt Presidential Library and Museum, New York, avec leur aimable autorisation, spécifiant que toute responsabilité concernant la traduction revient à la personne qui la réalise, et qui par là en exonère explicitement la Library.